# Marc Gini
Marc Gini (ur. 8 listopada 1984 w Castasegna) – szwajcarski w narciarz alpejski.

## Kariera
Po raz pierwszy na arenie międzynarodowej wystąpił 3 lutego 2000 roku podczas zawodów FIS Race w austriackim Kaunertal, gdzie zajął 87. miejsce w gigancie. W 2003 roku wystartował na mistrzostwach świata juniorów w Briançonnais, gdzie był szesnasty w gigancie, a rywalizacji w slalomie nie ukończył. Były to jego jedyne starty na imprezach tego cyklu.
W zawodach Pucharu Świata zadebiutował 5 stycznia 2003 roku w Kranjskiej Gorze, nie zakwalifikował się do pierwszego przejazdu slalomu. Pierwsze pucharowe punkty wywalczył 4 grudnia 2005 roku w Beaver Creek, zajmując 25. miejsce w tej samej konkurencji. Na podium zawodów tego cyklu jedyny raz stanął 11 listopada 2007 roku w Reiteralm, wygrywając slalom. W zawodach tych wyprzedził 
Kalle Palandera z Finlandii i Włocha Manfreda Mölgga. Najlepsze wyniki osiągnął w sezonie 2007/2008, kiedy zajął 50. miejsce w klasyfikacji generalnej, a w klasyfikacji slalomu był czternasty.
Na igrzyskach olimpijskich w Vancouver w 2010 roku zajął piętnaste miejsce w slalomie. Był też między innymi osiemnasty w tej samej konkurencji podczas mistrzostw świata w Schladming w 2013 roku.
Jego siostra, Sandra, również uprawia narciarstwo alpejskie.

## Osiągnięcia

### Igrzyska olimpijskie
| Miejsce | Dzień     | Rok  | Miejscowość | Konkurencja | Czas biegu | Strata | Zwycięzca        |
| ------- | --------- | ---- | ----------- | ----------- | ---------- | ------ | ---------------- |
| 15.     | 27 lutego | 2010 | Vancouver   | Slalom      | 1:39,32    | +2,03  | Giuliano Razzoli |

### Mistrzostwa świata
| Miejsce | Dzień     | Rok  | Miejscowość | Konkurencja | Czas biegu | Strata | Zwycięzca            |
| ------- | --------- | ---- | ----------- | ----------- | ---------- | ------ | -------------------- |
| DNF1    | 12 lutego | 2005 | Bormio      | Slalom      | 1:41,34    | -      | Benjamin Raich       |
| DNF1    | 17 lutego | 2007 | Åre         | Slalom      | 1:57,33    | -      | Mario Matt           |
| DNF1    | 15 lutego | 2009 | Val d’Isère | Slalom      | 1:44,17    | -      | Manfred Pranger      |
| 37.     | 20 lutego | 2011 | Ga-Pa       | Slalom      | 1:41,72    | +15,02 | Jean-Baptiste Grange |
| 18.     | 17 lutego | 2013 | Schladming  | Slalom      | 1:51,03    | +3,11  | Marcel Hirscher      |

### Mistrzostwa świata juniorów
| Miejsce | Dzień   | Rok  | Miejscowość  | Konkurencja | Czas biegu | Strata | Zwycięzca                      |
| ------- | ------- | ---- | ------------ | ----------- | ---------- | ------ | ------------------------------ |
| 16.     | 7 marca | 2003 | Briançonnais | Gigant      | 2:02,72    | +1,82  | Daniel Albrecht Mario Scheiber |
| DNF1    | 8 marca | 2003 | Briançonnais | Slalom      | 1:33,74    | -      | Marc Berthod                   |

### Puchar Świata

#### Miejsca w klasyfikacji generalnej
- sezon 2005/2006: 98.
- sezon 2006/2007: 54.
- sezon 2007/2008: 50.
- sezon 2008/2009: 84.
- sezon 2009/2010: 75.
- sezon 2010/2011: 50.
- sezon 2012/2013: 92.
- sezon 2015/2016: 125.
- sezon 2016/2017:

#### Miejsca na podium
| Nr | Data              | Miejscowość | Konkurencja | 1. przejazd | 2. przejazd | łączny czas | Poz. |
| -- | ----------------- | ----------- | ----------- | ----------- | ----------- | ----------- | ---- |
| 1. | 11 listopada 2007 | Reiteralm   | Slalom      | 58,96       | 54,53       | 1:53,49     | 1.   |